# Vaggvisa

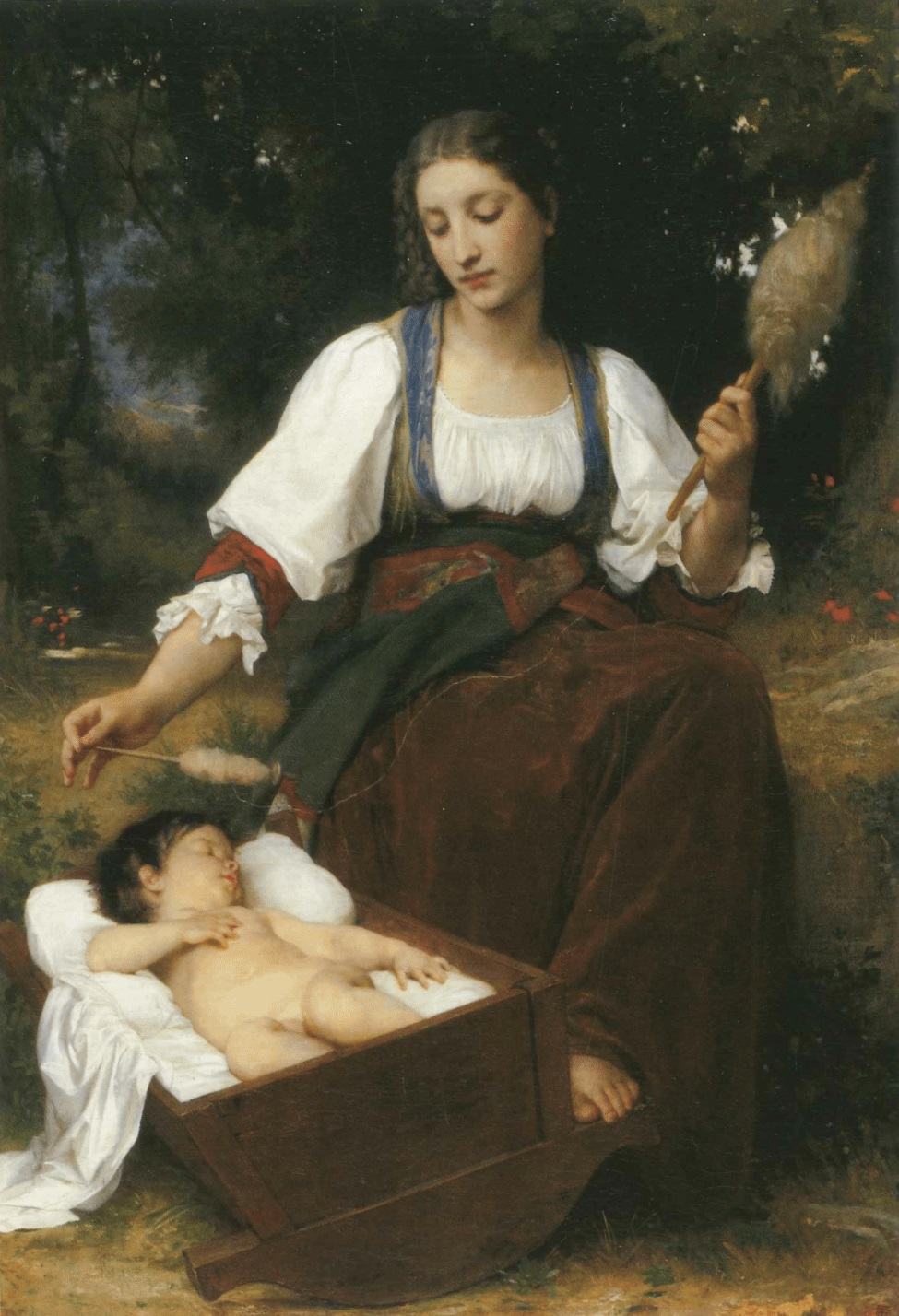
William-Adolphe Bouguereau, "Vaggvisa" (1875)

En vaggvisa är en visa som sjungs för barn så att de lättare skall kunna somna eller för att trösta ett barn. Den är oftast lugn och fridfull. Vaggvisor kan låta olika beroende på vad den handlar om, till exempel om den är lite snabbare eller långsammare.
Vaggvisor förekommer också rikligen i konstmusiken - till exempel som engelsk lullaby, fransk berceuse eller tysk Wiegenlied. Kompositörer som Frédéric Chopin, Johannes Brahms, Edvard Grieg, Franz Liszt, Max Reger, Pjotr Tjajkovskij, Maurice Ravel, George Gershwin med flera har skrivit vaggvisor. Formen var speciellt populär under 1800-talet.